# Motore compound

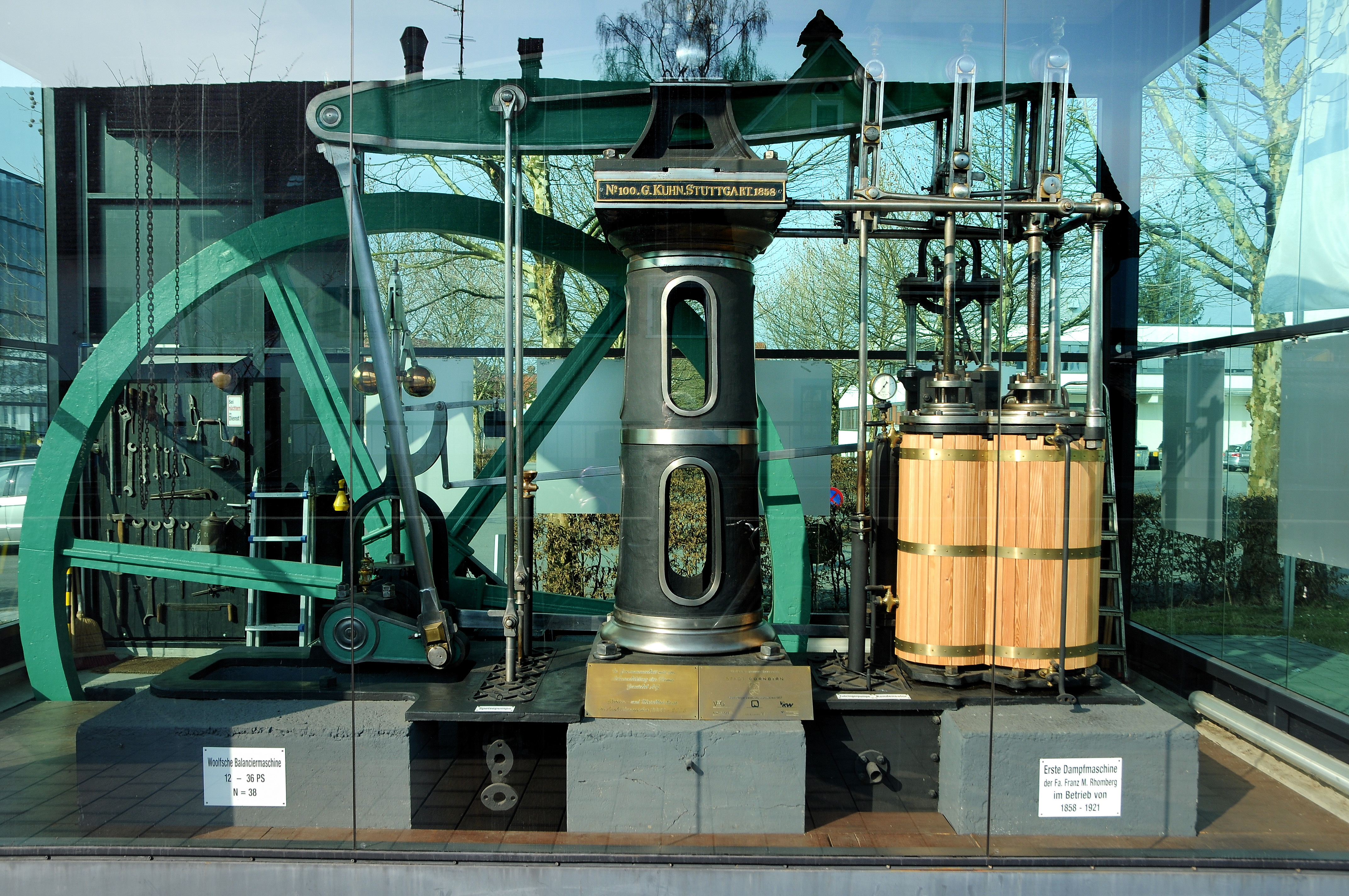
Motore compound a vapore di tipo Woolf del 1858

Un motore compound (anche motore composito o composto nella letteratura tecnica  italiana) è un motore in cui sono presenti più stadi, che operano in combinazione per ottenere energia dal fluido di lavoro, quando si tratta di motori termici, o con circuito di eccitazione composto (da circuiti base in serie e parallelo) nel caso dei motori elettrici.
Non tutti i motori che utilizzano stadi multipli sono chiamati compound. Ad esempio un turbocompressore non è considerato tale, in quanto in esso la turbina non viene utilizzata per estrarre direttamente energia dal fluido ma per sovralimentare il motore.
Sono invece motori compound quelli turbo-compound, in cui i gas di scarico in uscita dai pistoni di un motore endotermico alternativo azionano delle turbine che estraggono direttamente lavoro meccanico. Oltre che in marina, trovano utilizzo in aeronautica, in quanto si avvantaggiano del salto tra la pressione della camera di combustione e quella atmosferica, che cresce con l'aumentare della quota di volo.
La prima applicazione del principio si ebbe nei motori a vapore. Nel 1804 l'ingegnere britannico Arthur Woolf brevettò un motore compound che ovviava alla bassa efficienza dei primitivi motori a pistone unico. Dovette comunque essere perfezionato prima di entrare effettivamente in uso. In esso il vapore in uscita dalla caldaia alla sua massima pressione aziona prima un pistone ad alta pressione, per poi entrare in uno o più cilindri a bassa pressione, in fase con il primo. Ciò diminuisce la differenza di temperatura tra entrata ed uscita dei singoli cilindri, causa di bassa efficienza. Malgrado la maggior complessità costruttiva, esso offre anche altri vantaggi, come un momento più uniforme e la diminuzione di peso (solo il pistone iniziale deve resistere ad alte pressioni e le sue dimensioni sono minori di quello equivalente a camera unica). Assieme al miglioramento dei materiali, che permettevano di sopportare pressioni di lavoro più elevate, l'utilizzo di stadi multipli, secondo schemi diversi, permise un enorme innalzamento delle potenze erogate dai motori a vapore di fine Ottocento.